# Perigram
Perigram je kratka misao sadržana u jednoj rečenici, najčešće obaveštajnoj, po pravilu duhovitog je karaktera i sa apsurdom u osnovi.
Rodonačelnik perigrama je satiričar Perica Jokić koji za termin koristi izvod iz svog imena "peri", kojem pridodaje reč "gram" kao jedinicu mere.
Primeri za perigram
Perica Jokić:
- Nezadovoljne prskanjem voća, gusjenice pokrenule tenkove.
- Operski pjevač zavještao glasne žice Kablovima iz Svetozareva.
- Pitagora nestao u hipotenuzi Bermudskog trougla.
- Zbog nestašice ljekova, farmaceuti prinuđeni da ukidaju neke bolesti.
- Ispod debelog sloja šminke, iskusni arheolog iskopao svoju ženu.
- Ekscentrični lopov pokrao firmu u kojoj radi kao direktor.
- Uprkos teškom nevremenu, avion lako sletio u provaliju.
- Pošto je otkupio sve valute svijeta, numizmatičar završio kao prosjak.
- Za pljačku banke osumnjičena žena ružna kao lopov.
- Životinje jednog zoološkog vrta sve manje zainteresovane za ljude koje im pokazuju.
- Jedna ekskluzivna kafana za svakog svog pijanca obezbijedila sto nad glavom.
- Talentovana sponzoruša ponudila usluge trošenja bilo čijeg novca.

Milan Beštić:
- Motorna testera zapanjuje drveće.
- Daltonista izluđuje kameleona.
- Dug život skraćuje mladost.
- Jetro, živeli!
- Leš kulira!

Peđa Đakonović Đakon:
- Puž stavio kućicu na hipoteku i postao golać.
- Samoubica optužujući sebe priznao krivicu i sam sebi presudio.

Radivoje Bojičić:
- Tantal se baš namučio da bi ušao u grčku mitologiju.
- U interesu istrage, postupak je obustavljen.

Goran Radosavljević:
- Odavde se ni naravoučenije ne može izvući.

Marina Aristo Marković:
- Njujorčane zaprepastila činjenica da je u Pekingu svaka četvrt kineska.